# Primeiro Período Intermédio

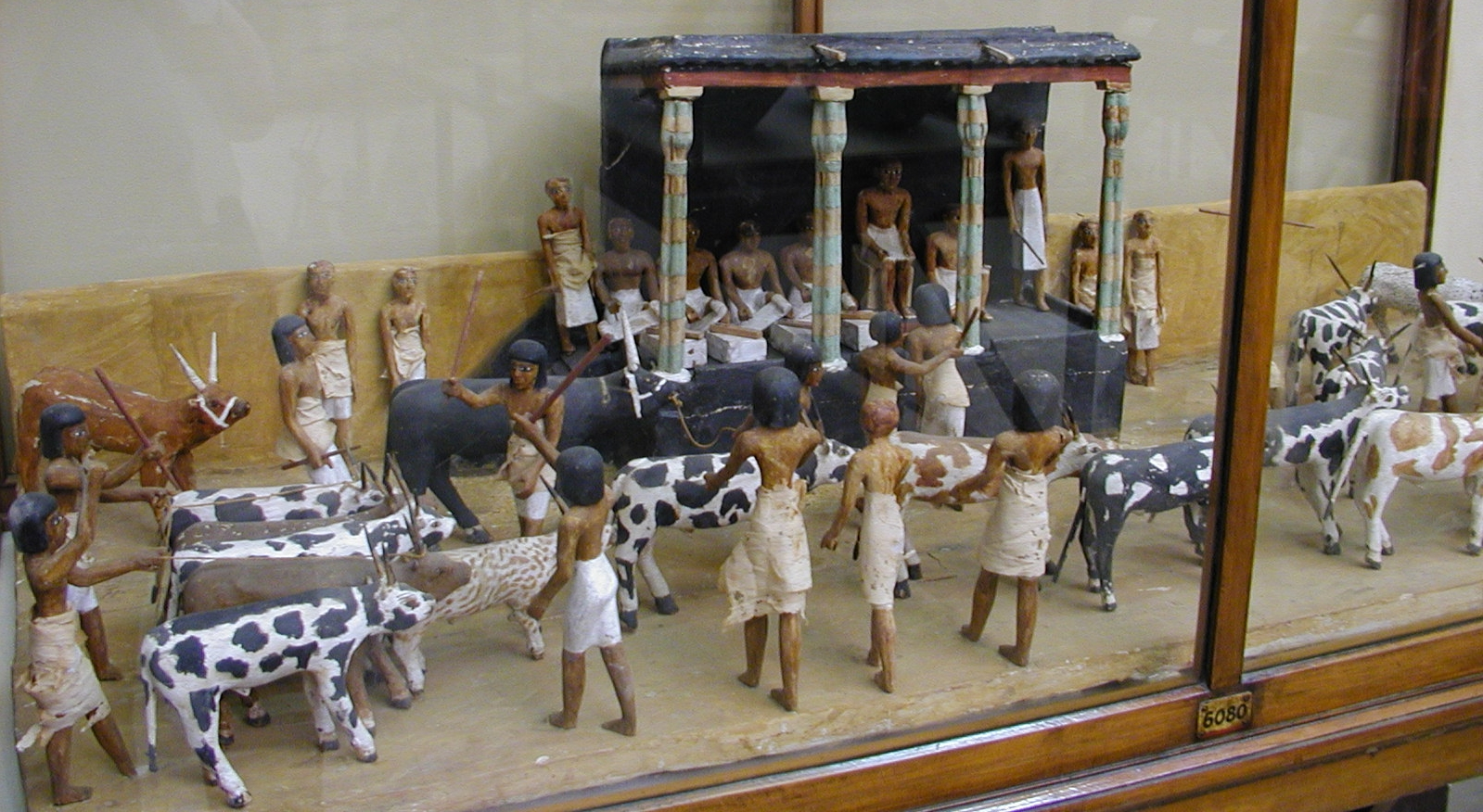
O chanceler Méketrê observa a contagem de seus animais, 11ª dinastia.

O Primeiro Período Intermédio é um período na história do Antigo Egito entre 2 134 a.C. e 2 040 a.C.. Foi antecedido pelo Império Antigo (2575 a 2134 a. C.) e sucedido pelo Império Médio (2040 a 1640 a. C.).
Compreende as VII, VIII, IX, X e XI dinastias, e corresponde a uma época em que o poder do Egito estava divido sendo governado paralelamente por mais de uma dinastia.

## História
O Império Antigo termina com a morte do faraó Pepi II, já em idade avançada. O governo do Egito então passa por uma crise de governabilidade. Os governadores das províncias se tornam poderosos e assim o país fica dividido em três, o Delta, o Médio Egito (Heracleópolis ou Henen-nesw) e o Alto Egito (Tebas ou Uassete). Nesse período intermédio estão registradas as dinastias VII, VIII, IX, X e XI.
Os reis da VII e VIII dinastias se proclamam reis por conta própria. Em Heracleópolis, os reis das reconhecidas dinastias IX e X expulsam os líbios e outros povos que invadiram o Delta do Egito em busca de alimento. Eram reis cruéis, mas de alguma forma tomaram medidas importantes como fortificar as fronteiras e retomar o comércio além de manter o Baixo Egito unido e forte.
Durante todo esse período temos diversas dinastias sem os devidos registros, porque eram muitos os auto-intitulados reis. Foi um período de anarquia no antigo Egito. A terra dividida gerou guerra civil, porque muitos queriam tomar o poder. Portanto até a 10ª dinastia não houve um governo centralizado no país.
Em Tebas (Waset) foi fundada a 11ª dinastia que não reconhecia o governo de Heracleópolis. E, muito embora o Baixo Egito fosse mais forte, foi a dinastia Tebana que começou a unir novamente o Egito.
Após reunir os territórios do alto Egito, o governante de Tebas, Inyotef, partiu para a conquista do baixo Egito.

## Mudanças
Esse período marca uma mudança importante para o estudo do Antigo Egito. Até então, apenas os faraós e sua família tinham o direito de passar para a outra vida, tendo seu corpo mumificado e todos os ritos fúnebres. É no primeiro período intermédio que esse direito passa a todos os nobres e oficiais, ou seja, a todos os que pudessem pagar para ter os mesmos direitos. Assim, hoje, muito da história do Egito Antigo é contada pelas descobertas das tumbas de pessoas comuns que, a partir desse período fizeram sepultamentos com todos os luxos da época, inclusive deixando gravadas cenas de sua vida nos túmulos.
Para os faraós, na época, foi uma perda imensa, porque deixaram de ser vistos como os únicos seres divinos, que tinham direito a viver uma outra vida após a morte.

## Fim
Esse período termina com a vitória da dinastia surgida em Tebas, a 11ª dinastia. Ao primeiro período intermédio pertencem apenas três faraós da 11ª dinastia - Intefe I (Sehertawy), Intefe II (Wahankh), Intefe III (Nakhtnebtepnefer).
O próximo faraó, Mentuotepe II, embora ainda pertença a essa dinastia, vai dar inicio ao período seguinte que é o Império Médio.